# 마리아 나탈리아 론다
마리아 나탈리아 론다(인도네시아어: Maria Natalia Londa, 1990년 10월 29일~)는 인도네시아의 육상 선수로 주 종목은 멀리뛰기와 세단뛰기이다.